# Nalganga
Nalganga és un riu de Maharashtra al districte de Buldana. Neix prop de la ciutat de Buldana, i corre en direcció a Malkapur i fins al riu Wagar, el qual després s'uneix al Purna. És un riu sense aigua a l'estació seca, encara que subsisteixen algunes llacunes que formen una cadena.